# Swiss Indoors 2013
Swiss Indoors 2013 — тенісний турнір, що проходив на кортах з твердим покриттям у місті Базель, Швейцарія з 21 жовтня. Належав до категорії ATP World Tour 500.

## Фінальна частина

### Одиночний розряд
Хуан Мартін дель Потро —  Роджер Федерер 7–6(7–3), 2–6, 6–4

### Парний розряд
Трет Х'юї /  Домінік Інглот —  Юліан Ноул /  Олівер Марах 6–3, 3–6, [10–4]